# Bilbil-Kazmalar
Bilbil-Kazmalar (ros. Бильбиль-Казмаляр) – wieś w Rosji, w Dagestanie, w rejonie magaramkienckim. W 2010 liczyła 2042 mieszkańców.